# Monte Rinaldo
Monte Rinaldo (en dialecte : Monranallo ou Montranallu) est une commune de la province de Fermo dans les Marches en Italie.

## Histoire
L'origine de ce village serait un château bâtit entre les années 1060 70 par un certain Mauger Melo, un Normand d'Italie fils supposé de Drogon de Hauteville, comte de Melfi et d'Apulie. Mauger Melo aurait bâti en ce lieu une forteresse en l'honneur de son troisième fils, Renaud (Rinaldo Morico).[réf. nécessaire].

## Administration
| Période                                  | Période  | Identité           | Étiquette    | Qualité |
| ---------------------------------------- | -------- | ------------------ | ------------ | ------- |
| 14 juin 2004                             | En cours | Marcello Vallorani | Lista civica |         |
| Les données manquantes sont à compléter. |          |                    |              |         |

### Communes limitrophes
Monsampietro Morico, Montalto delle Marche, Montelparo, Montottone, Ortezzano

### Évolution démographique
Habitants recensés